# Dagplejens Dag
Dagplejens dag er en årlig begivenhed den 2. onsdag i maj. På dagen afholder dagplejere i Danmark udflugter og arrangementer med børnene. Formålet er at synliggøre dagplejen overfor myndigheder og offentlighed.